# Osieczna (gemeente in powiat Leszczyński)

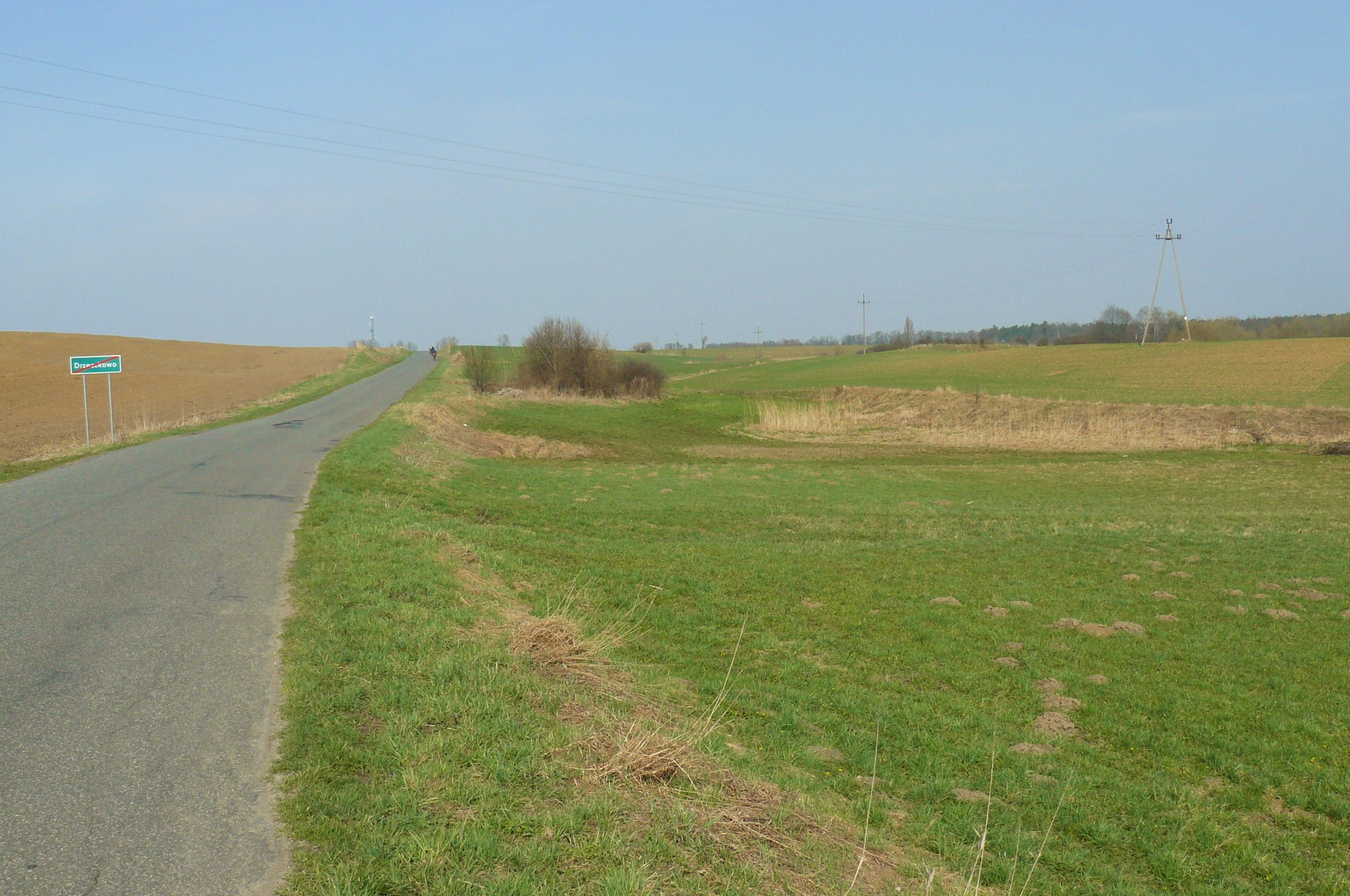
Omgeving

De gemeente Osieczna is een stad- en landgemeente in het Poolse woiwodschap Groot-Polen, in powiat Leszczyński.
De zetel van de gemeente is in Osieczna.
Op 30 juni 2004 telde de gemeente 8552 inwoners.

## Oppervlakte gegevens
In 2002 bedroeg de totale oppervlakte van gemeente Osieczna 128,73 km², waarvan:
- agrarisch gebied: 64%
- bossen: 23%

De gemeente beslaat 16% van de totale oppervlakte van de powiat.

## Demografie
Stand op 30 juni 2004:
| Omschrijving                   | Totaal | Totaal | Vrouwen | Vrouwen | Mannen | Mannen |
| ------------------------------ | ------ | ------ | ------- | ------- | ------ | ------ |
| eenheid                        | aantal | %      | aantal  | %       | aantal | %      |
| inwoners                       | 8552   | 100    | 4343    | 50,8    | 4209   | 49,2   |
| bevolkingsdichtheid (inw./km²) | 66,4   | 66,4   | 33,7    | 33,7    | 32,7   | 32,7   |

In 2002 bedroeg het gemiddelde inkomen per inwoner 1242,88 zł.

## Administratieve plaatsen (sołectwo)
Dobramyśl, Drzeczkowo, Frankowo, Grodzisko, Jeziorki, Kąkolewo, Kąty, Kleszczewo, Łoniewo, Miąskowo, Popowo Wonieskie, Świerczyna, Trzebania, Witosław, Wojnowice, Wolkowo, Ziemnice.

## Aangrenzende gemeenten
Krzemieniewo, Krzywiń, Leszno, Lipno, Rydzyna, Śmigiel